# Джохор
Джохор е щат на Малайзия. Населението му е 3 348 283 души (2010), а има площ от 19 102 кв. км. Административен център е град Джохор Бахру. Името на щата идва от арабската дума за скъпоценен камък. Средните температури варират между 25,5 и 27,8 градуса. Влажността е между 82% и 86%.